# Danh sách tên gọi người hâm mộ

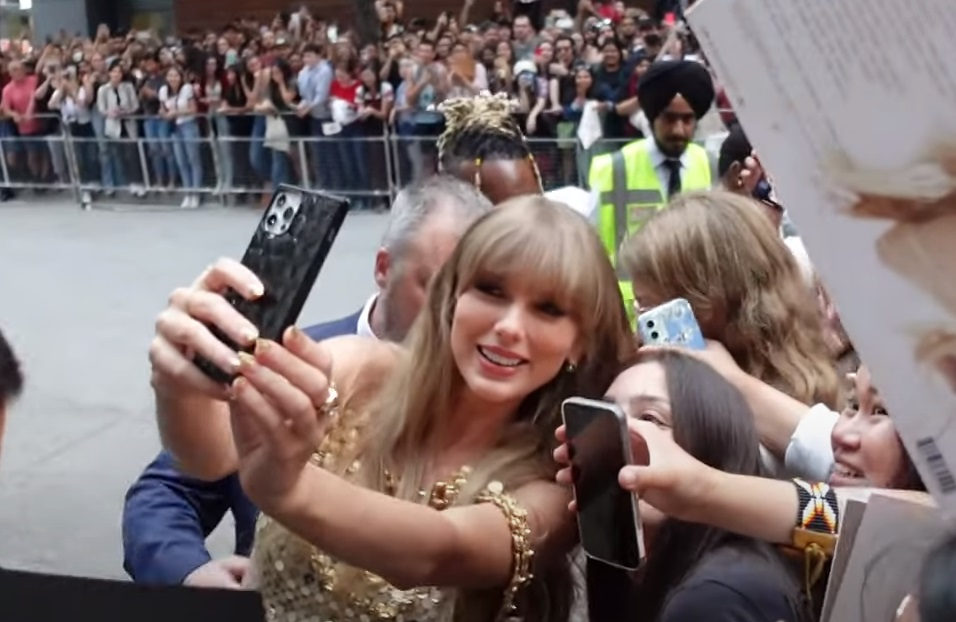
Taylor Swift chụp ảnh cùng Swifties

Nhiều cộng đồng người hâm mộ (fandom) đều có tên gọi riêng nhằm phân biệt với các cộng đồng fan khác. Những cái tên này phổ biến với các ca sĩ, nhóm/ban nhạc, các bộ phim, chương trình truyền hình, tựa sách, game, đội thể thao (bao gồm cả các đội bóng) và người nổi tiếng. Một vài trong số những tên gọi này là do người hâm mộ đặt ra, số khác thì là do chính những người nổi tiếng đích thân tạo ra.
Xu hướng đặt tên cho người hâm mộ trở nên phổ biến hơn vào đầu thế kỷ 21 với sự bùng nổ của các phương tiện truyền thông xã hội, mặc dù những cái tên như vậy đã được sử dụng sớm hơn nhiều. Ví dụ về tên cộng đồng người hâm mộ bao gồm KatyCat (người hâm mộ của nữ ca sĩ Katy Perry), Sherlockian (người hâm mộ của nhân vật Sherlock Holmes) và Beatlemaniac (người hâm mộ của ban nhạc The Beatles).

## Danh sách
| Chủ thể                                         | Quốc gia                | Tên gọi người hâm mộ                         | Loại hình                  | Tham chiếu              |
| ----------------------------------------------- | ----------------------- | -------------------------------------------- | -------------------------- | ----------------------- |
| 2PM                                             | Hàn Quốc                | Hottest                                      | nhóm nhạc                  | [ 3 ]                   |
| 5 Seconds of Summer                             | Australia               | 5SOSFam                                      | ban nhạc                   | [ 3 ]                   |
| AB6IX                                           | Hàn Quốc                | ABNEW                                        | nhóm nhạc nam              | [ 4 ]                   |
| A.C.E                                           | Hàn Quốc                | Choice                                       | nhóm nhạc nam              | [ 5 ]                   |
| Adam Lambert                                    | Hoa Kỳ                  | Glambert(s)                                  | nghệ sĩ âm nhạc            | [ 1 ]                   |
| Adele                                           | Vương quốc Anh          | Daydreamer(s)                                | nghệ sĩ âm nhạc            | [ 6 ]                   |
| Aespa                                           | Hàn Quốc                | MY                                           | nhóm nhạc                  | [ 7 ]                   |
| Akshay Kumar                                    | Ấn Độ / Canada          | Akkian(s)                                    | diễn viên                  | [ 1 ]                   |
| Alden Richards và Maine Mendoza                 | Philippines             | AlDubNation                                  | diễn viên                  | [ 8 ]                   |
| Aquabats                                        | Hoa Kỳ                  | Aquacadet(s)                                 | ban nhạc                   | [ 9 ]                   |
| Ariana Grande                                   | Hoa Kỳ                  | Arianator(s)                                 | nghệ sĩ âm nhạc            | [ 6 ]                   |
| Arnold Palmer                                   | Hoa Kỳ                  | Arnie's Army                                 | vận động viên              | [ 10 ]                  |
| Arsenal F.C.                                    | Vương quốc Anh          | Gooner(s)                                    | đội thể thao               | [ 11 ] [ 12 ] [ 13 ]    |
| Ateez                                           | Hàn Quốc                | ATINY                                        | nhóm nhạc                  | [ 14 ]                  |
| Aurora                                          | Na Uy                   | Warrior(s) & Weirdos                         | nghệ sĩ âm nhạc            | [ 15 ]                  |
| Austin Mahone                                   | Hoa Kỳ                  | Mahomie(s)                                   | nghệ sĩ âm nhạc            | [ 6 ]                   |
| Ava Max                                         | Hoa Kỳ                  | Maxipad(s)                                   | nghệ sĩ âm nhạc            | [ 16 ]                  |
| Avatar                                          | Hoa Kỳ                  | Avatard(s)                                   | phim điện ảnh              | [ 17 ]                  |
| Avril Lavigne                                   | Canada                  | Black Star(s)                                | nghệ sĩ âm nhạc            | [ 6 ]                   |
| Azealia Banks                                   | Hoa Kỳ                  | Kunt Brigade                                 | nghệ sĩ âm nhạc            | [ 3 ]                   |
| B1A4                                            | Hàn Quốc                | Bana                                         | nhóm nhạc                  | [ 3 ]                   |
| B.A.P                                           | Hàn Quốc                | BABY                                         | nhóm nhạc                  | [ 18 ]                  |
| Babymetal                                       | Nhật Bản                | The One                                      | ban nhạc                   | [ 1 ]                   |
| Band-Maid                                       | Nhật Bản                | Goshujin-sama/Ojō-sama                       | ban nhạc                   | [ 19 ]                  |
| Barry Manilow                                   | Hoa Kỳ                  | Fanilow(s)                                   | nghệ sĩ âm nhạc            | [ 1 ]                   |
| Bars & Melody                                   | Vương quốc Anh          | Bambinos                                     | nhóm nhạc                  | [ 20 ]                  |
| Người Dơi                                       | Hoa Kỳ                  | Batmaniac(s)                                 | truyện tranh               | [ 21 ]                  |
| Beast                                           | Hàn Quốc                | B2uty                                        | nhóm nhạc                  | [ 3 ]                   |
| The Beatles                                     | Vương quốc Anh          | Beatlemaniac(s)                              | ban nhạc                   | [ 1 ] [ 22 ]            |
| Bebe Rexha                                      | Hoa Kỳ                  | Rexhar(s)                                    | nghệ sĩ âm nhạc            | [ 23 ]                  |
| Becky G                                         | Hoa Kỳ                  | Beaster(s)                                   | nghệ sĩ âm nhạc            | [ 24 ]                  |
| Bella Thorne                                    | Hoa Kỳ                  | Bellarina(s)                                 | diễn viên                  | [ 25 ]                  |
| Benedict Cumberbatch                            | Vương quốc Anh          | Cumberbitch(es)                              | diễn viên                  | [ 26 ]                  |
| Beyoncé                                         | Hoa Kỳ                  | BeyHive                                      | nghệ sĩ âm nhạc            | [ 1 ]                   |
| Big Bang                                        | Hàn Quốc                | VIP                                          | nhóm nhạc                  | [ 3 ]                   |
| The Big Lebowski                                | Hoa Kỳ / Vương quốc Anh | Achiever(s)                                  | phim điện ảnh              | [ 27 ]                  |
| Blackpink                                       | Hàn Quốc                | Blink                                        | nhóm nhạc                  | [ 28 ]                  |
| Black Veil Brides                               | Hoa Kỳ                  | BVB Army                                     | ban nhạc                   | [ 3 ]                   |
| Bob Dylan                                       | Hoa Kỳ                  | Dylanologist(s)                              | nghệ sĩ âm nhạc            | [ 29 ]                  |
| Boston Red Sox                                  | Hoa Kỳ                  | Red Sox Nation                               | đội thể thao               | [ 30 ]                  |
| B Ray                                           | Việt Nam                | Bao Chẩn (anti B Ray) Group                  | nghệ sĩ âm nhạc            | [ 31 ]                  |
| Britney Spears                                  | Hoa Kỳ                  | Britney Army                                 | nghệ sĩ âm nhạc            | [ 6 ]                   |
| Bros                                            | Vương quốc Anh          | Brosettes                                    | nhóm nhạc                  | [ 32 ]                  |
| Bruce Springsteen                               | Hoa Kỳ                  | Bruce Tramp(s)                               | nghệ sĩ âm nhạc            | [ 9 ]                   |
| BtoB                                            | Hàn Quốc                | Melody                                       | nhóm nhạc                  | [ 33 ]                  |
| BTS                                             | Hàn Quốc                | A.R.M.Y                                      | nhóm nhạc                  | [ 3 ]                   |
| California Chrome                               | Hoa Kỳ                  | Chromie(s)                                   | ngựa đua                   | [ 34 ]                  |
| Camila Cabello                                  | Hoa Kỳ                  | Camilizer(s)                                 | nghệ sĩ âm nhạc            | [ 35 ]                  |
| Carly Rae Jepsen                                | Canada                  | Jepsie(s)                                    | nghệ sĩ âm nhạc            | [ 6 ]                   |
| Cá Hồi Hoang                                    | Việt Nam                | Hội Hoang 102                                | ban nhạc                   |                         |
| Chancho en Piedra                               | Chile                   | Marranos                                     | ban nhạc                   | [ 36 ]                  |
| Chapo Trap House                                | Hoa Kỳ                  | Grey Wolves                                  | podcast                    | [ 37 ]                  |
| Charli XCX                                      | Vương quốc Anh          | Angel(s)                                     | nghệ sĩ âm nhạc            | [ 38 ]                  |
| Châu Du Dân                                     | Đài Loan                | V.I.C                                        | nghệ sĩ âm nhạc/diễn viên  | [ 39 ]                  |
|                                                 |                         |                                              | nghệ sĩ âm nhạc            |                         |
| ChloexHalle                                     | Hoa Kỳ                  | Siren(s)                                     | bộ đôi âm nhạc             | [ 40 ]                  |
| Chris Brown                                     | Hoa Kỳ                  | Team Breezy                                  | nghệ sĩ âm nhạc            | [ 41 ]                  |
| Chris Pine                                      | Hoa Kỳ                  | Pine-Nut(s)                                  | diễn viên                  | [ 26 ]                  |
| Christina Aguilera                              | Hoa Kỳ                  | Fighter(s)                                   | nghệ sĩ âm nhạc            | [ 6 ]                   |
| Christina Grimmie                               | Hoa Kỳ                  | Team Grimmie                                 | nghệ sĩ âm nhạc            | [ 42 ]                  |
| Christopher Nolan                               | Vương quốc Anh / Hoa Kỳ | Nolanite(s)                                  | đạo diễn                   | [ 43 ]                  |
| Clay Aiken                                      | Hoa Kỳ                  | Claymate(s)                                  | nghệ sĩ âm nhạc            | [ 22 ]                  |
| CLC                                             | Hàn Quốc                | Cheshire                                     | nhóm nhạc                  | [ 44 ]                  |
| CNBLUE                                          | Hàn Quốc                | Boice                                        | nhóm nhạc                  | [ 3 ]                   |
| Community                                       |                         | Human Beings                                 | chương trình truyền hình   | [ 45 ]                  |
| Conan O'Brien                                   |                         | Coconuts                                     | comedian                   | [ 41 ]                  |
| Conor Maynard                                   |                         | Mayniacs                                     | nghệ sĩ âm nhạc            | [ 9 ]                   |
| Cupcakke                                        |                         | Slurpers                                     | nghệ sĩ âm nhạc            | [ 46 ]                  |
| Dan and Phil                                    |                         | Phandom                                      | YouTuber                   | [ 47 ] [ 48 ]           |
| DAY6                                            |                         | My Day                                       | ban nhạc                   | [ 49 ]                  |
| Demi Lovato                                     |                         | Lovatic(s)                                   | nghệ sĩ âm nhạc            | [ 50 ]                  |
| Đội tuyển bóng đá quốc gia Đan Mạch             | Đan Mạch                | Roligan(s)                                   | đội thể thao               | [ 51 ]                  |
| Depeche Mode                                    |                         | Modies, devotees                             | ban nhạc                   | [ 52 ] [ 53 ]           |
| Der Ring des Nibelungen                         |                         | Ringheads                                    | opera                      | [ 54 ]                  |
| Dick Dale                                       |                         | Dickheads                                    | nghệ sĩ âm nhạc            | [ 55 ]                  |
| Dimash Kudaibergen                              |                         | Dears                                        | nghệ sĩ âm nhạc            | [ 56 ] [ 57 ] [ 58 ]    |
| Divergent                                       |                         | Initiates                                    | book                       | [ 59 ]                  |
| Doctor Who                                      |                         | Whovians                                     | TV show                    | [ 41 ]                  |
| Doja Cat                                        |                         | Kittens                                      | nghệ sĩ âm nhạc            |                         |
| Downfall                                        |                         | Untergangers                                 | film                       | [ 60 ] [ 61 ] [ 62 ]    |
| Drake                                           |                         | Team Drizzy                                  | nghệ sĩ âm nhạc            | [ 50 ]                  |
| Dreamcatcher                                    |                         | InSomnia                                     | ban nhạc                   | [ 63 ]                  |
| Dua Lipa                                        |                         | Love(s)                                      | nghệ sĩ âm nhạc            | [ 64 ]                  |
| Duran Duran                                     |                         | Durannies                                    | ban nhạc                   | [ 65 ]                  |
| Đen                                             | Việt Nam                | Đồng âm                                      | nghệ sĩ âm nhạc            | [ 66 ]                  |
| Đông Nhi                                        | Việt Nam                | Potato - Nông trại khoai tây                 | Nghệ sỹ âm nhạc            |                         |
| Ed Miliband                                     |                         | Milifan(s)                                   | politician                 | [ 26 ]                  |
| Ed Sheeran                                      |                         | Sheerio(s)                                   | nghệ sĩ âm nhạc            | [ 6 ]                   |
| Ellie Goulding                                  |                         | Goulddigger(s)                               | nghệ sĩ âm nhạc            | [ 67 ]                  |
| Eminem                                          |                         | Stan(s)                                      | nghệ sĩ âm nhạc            | [ 6 ]                   |
| Emmure                                          |                         | Decepticon(s)                                | ban nhạc                   | [ 68 ]                  |
| Encantadia                                      | Philippines             | Encantadik(s)                                | Phim truyền hình           | [ 69 ] [ 70 ]           |
| England cricket team                            |                         | Barmy Army                                   | đội thể thao               | [ 71 ]                  |
| Everglow                                        | Hàn Quốc                | Forever                                      | ban nhạc                   | [ 72 ]                  |
| EXO                                             | Hàn Quốc                | EXO-L                                        | nhóm nhạc                  | [ 73 ]                  |
| Fall Out Boy                                    |                         | Youngblood(s)                                | ban nhạc                   | [ 3 ]                   |
| FC Barcelona                                    | Tây Ban Nha             | Culés                                        | đội thể thao               | [ 74 ]                  |
| Scuderia Ferrari                                |                         | Tifosi                                       | đội thể thao               | [ 75 ]                  |
| Feyenoord                                       |                         | Het Legioen                                  | đội thể thao               | [ 76 ]                  |
| Fifth Harmony                                   | Hoa Kỳ                  | Harmonizer(s)                                | nhóm nhạc                  | [ 77 ]                  |
| Firefly                                         | Hoa Kỳ                  | Browncoat(s)                                 | phim truyền hình           | [ 78 ]                  |
| Five Finger Death Punch                         |                         | Knucklehead(s)                               | ban nhạc                   | [ 79 ]                  |
| Frank Sinatra                                   | Hoa Kỳ                  | Bobby soxer(s)                               | nghệ sĩ âm nhạc            | [ 80 ]                  |
| Fright Night                                    |                         | Fringies                                     | TV show                    | [ 81 ]                  |
| F.T. Island                                     | Hàn Quốc                | Primadonna                                   | ban nhạc                   | [ 3 ]                   |
| Future                                          |                         | FutureHive                                   | nghệ sĩ âm nhạc            | [ 82 ]                  |
| Game Grumps                                     |                         | Lovelies                                     | chương trình chiếu mạng    | [ 83 ]                  |
| Trò chơi vương quyền                            | Hoa Kỳ                  | Thronie(s)                                   | phim truyền hình           | [ 84 ]                  |
| Gary Numan                                      | Anh                     | Numanoid(s)                                  | nghệ sĩ âm nhạc            | [ 85 ]                  |
| GFriend                                         | Hàn Quốc                | Buddy                                        | nhóm nhạc                  | [ 86 ]                  |
| Ghostbusters                                    |                         | Ghostheads                                   | film                       | [ 87 ]                  |
| (G)I-dle                                        | Hàn Quốc                | Neverland                                    | nhóm nhạc                  | [ 88 ]                  |
| Gilbert and Sullivan                            |                         | Savoyard(s)                                  | Librettist and composer    | [ 89 ]                  |
| Girl's Day                                      | Hàn Quốc                | Dai5y                                        | nhóm nhạc                  | [ 3 ]                   |
| Girls' Generation                               | Hàn Quốc                | Sone                                         | nhóm nhạc                  | [ 3 ]                   |
| Glee                                            | Hoa Kỳ                  | Gleek(s)                                     | phim truyền hình           | [ 41 ]                  |
| Cuốn theo chiều gió                             | Hoa Kỳ                  | Windie(s)                                    | sách                       | [ 90 ]                  |
| Got7                                            | Hàn Quốc                | IGOT7                                        | nhóm nhạc                  | [ 3 ]                   |
| Green Bay Packers                               |                         | Cheesehead(s)                                | đội thể thao               | [ 91 ]                  |
| Green Day                                       | Hoa Kỳ                  | Idiot(s)                                     | ban nhạc                   | [ 92 ]                  |
| Grateful Dead                                   |                         | Deadheads                                    | ban nhạc                   | [ 93 ]                  |
| Hamilton: An American Musical                   | Hoa Kỳ                  | Hamilfan(s)                                  | nhạc kịch                  | [ 94 ] [ 95 ] [ 96 ]    |
| Hannah Hart                                     | Hoa Kỳ                  | Hartosexual(s)                               | YouTuber                   | [ 97 ]                  |
| Hannibal                                        |                         | Fannibals                                    | TV show                    | [ 98 ]                  |
| Hanson                                          | Hoa Kỳ                  | Fanson(s)                                    | ban nhạc                   | [ 9 ]                   |
| Harry Potter                                    | Vương quốc Anh          | Potterhead(s)                                | sách                       | [ 45 ]                  |
| Harry Styles                                    | Vương quốc Anh          | Harrie(s) / Styler(s)                        | nghệ sĩ âm nhạc            | [ 99 ]                  |
| Hayden Christensen                              | Canada                  | Stanakin(s)                                  | diễn viên                  | [ 100 ]                 |
| Hinatazaka46                                    | Nhật Bản                | Ohisama                                      | nhóm nhạc                  | [ 101 ]                 |
| Đấu trường sinh tử                              | Hoa Kỳ                  | Tribute(s)                                   | sách                       | [ 102 ]                 |
| Hoàng Hồng Thăng                                | Đài Loan                | Gui Mi                                       | nhân vật giải trí          | [ 39 ]                  |
| Howie Mandel                                    | Canada                  | FANdel(s)                                    | diễn viên hài              | [ 103 ]                 |
| Hulk Hogan                                      | Hoa Kỳ                  | Hulkamaniac(s)                               | đô vật                     | [ 104 ]                 |
| Iggy Azalea                                     |                         | Azalean(s)                                   | nghệ sĩ âm nhạc            | [ 105 ]                 |
| iKON                                            | Hàn Quốc                | IKONIC                                       | nhóm nhạc                  | [ 106 ]                 |
| Imagine Dragons                                 | Hoa Kỳ                  | Firebreather(s)                              | ban nhạc                   | [ 6 ]                   |
| Indila                                          | Pháp                    | Dreamer(s)                                   | nghệ sĩ âm nhạc            | [ 107 ]                 |
| Infinite                                        | Hàn Quốc                | Inspirit                                     | nhóm nhạc                  | [ 3 ]                   |
| Insane Clown Posse                              |                         | Juggalo(s)                                   | ban nhạc                   | [ 108 ]                 |
| Itzy                                            | Hàn Quốc                | MIDZY                                        | nhóm nhạc                  | [ 109 ]                 |
| IU                                              | Hàn Quốc                | Uaena                                        | nghệ sĩ âm nhạc            | [ 110 ]                 |
| Iz*One                                          | Hàn Quốc / Nhật Bản     | WIZ*ONE                                      | nhóm nhạc                  | [ 111 ]                 |
| J97                                             | Việt Nam                | Đóm                                          | nghệ sĩ âm nhạc            | [ 112 ]                 |
| Jake Paul                                       | Hoa Kỳ                  | Jake Pauler(s)                               | YouTuber                   | [ 113 ]                 |
| James Dean                                      |                         | Deaner(s)                                    | diễn viên                  | [ 114 ]                 |
| James McAvoy                                    |                         | McAvoyeur(s)                                 | diễn viên                  | [ 115 ]                 |
| Jane Austen                                     | Anh                     | Janeite(s)                                   | tác giả                    | [ 116 ]                 |
| Janelle Monáe                                   |                         | Fandroid(s)                                  | nghệ sĩ âm nhạc            | [ 3 ]                   |
| Jared Padalecki                                 |                         | Padalecki Stans / Jarpad Stans               | diễn viên                  | [ 117 ]                 |
| Hàm cá mập                                      | Hoa Kỳ                  | Finaddict(s)                                 | phim điện ảnh              | [ 118 ]                 |
| JBJ                                             | Hàn Quốc                | Joyful                                       | nhóm nhạc                  | [ 119 ]                 |
| Jennette McCurdy                                |                         | McCurdian(s)                                 | diễn viên                  | [ 120 ]                 |
| Jennifer Lopez                                  | Hoa Kỳ                  | JLover(s)                                    | nghệ sĩ âm nhạc/diễn viên  | [ 6 ]                   |
| Jensen Ackles                                   |                         | Ackleholic(s)                                | diễn viên                  | [ 121 ]                 |
| Jessie J                                        | Anh                     | Heartbeat(s)                                 | nghệ sĩ âm nhạc            | [ 6 ]                   |
| Jewel                                           | Hoa Kỳ                  | EDA(s)                                       | nghệ sĩ âm nhạc            | [ 122 ]                 |
| Jimmy Buffett                                   |                         | Parrotheads                                  | nghệ sĩ âm nhạc            | [ 22 ]                  |
| John Cena                                       | Hoa Kỳ                  | Cenation                                     | đô vật                     | [ 123 ]                 |
| Josh Groban                                     |                         | Grobanite(s)                                 | nghệ sĩ âm nhạc            | [ 22 ]                  |
| Joss Whedon                                     |                         | Whedonite(s)                                 | đạo diễn                   | [ 45 ]                  |
| Jumpol Adulkittiporn và Atthaphan Phunsawat     | Thái Lan                | Babii                                        | diễn viên                  | [ 124 ]                 |
| Justin Bieber                                   | Canada                  | Belieber(s)                                  | nghệ sĩ âm nhạc            | [ 41 ]                  |
| Justin Timberlake                               | Hoa Kỳ                  | The TN Kid(s)                                | nghệ sĩ âm nhạc            | [ 125 ]                 |
| K/DA                                            | Hoa Kỳ                  | Blade(s)                                     | nhóm nhạc ảo               | [ 126 ] [ 127 ]         |
| Kamala Harris                                   | Hoa Kỳ                  | KHive                                        | chính trị gia              | [ 128 ]                 |
| Kang Daniel                                     | Hàn Quốc                | Danity                                       | nghệ sĩ âm nhạc            | [ 129 ]                 |
| K.A.R.D                                         | Hàn Quốc                | Hidden KARD                                  | nhóm nhạc                  | [ 130 ]                 |
| Kathryn Bernardo và Daniel Padilla              | Philippines             | KathNiel(s)                                  | diễn viên                  | [ 131 ]                 |
| Katy Perry                                      | Hoa Kỳ                  | KatyCat(s)                                   | nghệ sĩ âm nhạc            | [ 1 ]                   |
| Kelly Clarkson                                  | Hoa Kỳ                  | Kellebrities                                 | nghệ sĩ âm nhạc            | [ 132 ]                 |
| Kelly Rowland                                   | Hoa Kỳ                  | Rowland Stone(s)                             | nghệ sĩ âm nhạc            | [ 6 ]                   |
| Kenya Moore                                     | Hoa Kỳ                  | Team Twirl                                   | diễn viên                  | [ 133 ] [ 134 ] [ 135 ] |
| Kesha                                           | Hoa Kỳ                  | Animal(s)                                    | nghệ sĩ âm nhạc            | [ 6 ]                   |
| The Killers                                     |                         | Victim(s)                                    | ban nhạc                   | [ 3 ]                   |
| Kim Petras                                      |                         | Bunhead(s)                                   | nghệ sĩ âm nhạc            | [ 136 ]                 |
| KISS                                            | Hoa Kỳ                  | KISS Army                                    | ban nhạc                   | [ 41 ]                  |
| Kyoko Saito                                     | Nhật Bản                | Kyonkoizu                                    | nghệ sĩ âm nhạc            | [ 137 ]                 |
| La Chí Tường                                    | Đài Loan                | SFC                                          | nghệ sĩ âm nhạc/diễn viên  | [ 39 ]                  |
| Lady Gaga                                       | Hoa Kỳ                  | Little Monster(s)                            | nghệ sĩ âm nhạc            | [ 138 ]                 |
| Lali Espósito                                   |                         | Lalita(s)                                    | nghệ sĩ âm nhạc            | [ 139 ]                 |
| Lauren Jauregui                                 |                         | Jaguar(s)                                    | nghệ sĩ âm nhạc            | [ 41 ]                  |
| Lâm Tuấn Kiệt                                   | Singapore               | JM                                           | nghệ sĩ âm nhạc            | [ 39 ]                  |
| Led Zeppelin                                    |                         | Zephead(s)                                   | ban nhạc                   | [ 1 ]                   |
| Lego                                            | Đan Mạch                | AFOL(s)                                      | đồ chơi                    | [ 140 ]                 |
| Lewis Capaldi                                   |                         | Big Fat Sexy Jungle Cat(s)                   | nghệ sĩ âm nhạc            | [ 141 ]                 |
| Lil' Wayne                                      |                         | Wayniac(s)                                   | nghệ sĩ âm nhạc            | [ 22 ]                  |
| Lindsey Stirling                                |                         | Stirlingites                                 | nghệ sĩ âm nhạc            | [ 142 ]                 |
| Linkin Park                                     | Hoa Kỳ                  | Soldier(s)                                   | ban nhạc                   | [ 143 ]                 |
| Lisa                                            | Thái Lan                | Lilies                                       | nghệ sĩ âm nhạc            | [ 144 ] [ 145 ]         |
| Little Mix                                      | Hoa Kỳ                  | Mixer(s)                                     | nhóm nhạc                  | [ 146 ]                 |
| Live (band)                                     |                         | Freaks4Live                                  | ban nhạc                   | [ 147 ]                 |
| Liverpool F.C.                                  | Vương quốc Anh          | Kopites                                      | đội thể thao               | [ 148 ]                 |
| Loona                                           |                         | Orbit                                        | ban nhạc                   | [ 149 ]                 |
| Louis Tomlinson                                 |                         | Louies                                       | nghệ sĩ âm nhạc            | [ 150 ] [ 151 ]         |
| Madonna                                         | Hoa Kỳ                  | Madonna wannabe(s)                           | nghệ sĩ âm nhạc            | [ 152 ]                 |
| Mamamoo                                         | Hàn Quốc                | Moomoo                                       | nhóm nhạc                  | [ 153 ]                 |
| Mariah Carey                                    |                         | Lamb(s)                                      | nghệ sĩ âm nhạc            | [ 1 ] [ 154 ]           |
| MattyBRaps                                      |                         | BBoy(s) & BGirl(s)                           | nghệ sĩ âm nhạc            | [ 155 ]                 |
| The Maze Runner                                 |                         | Glader(s)                                    | sách                       | [ 156 ]                 |
| Megadeth                                        |                         | Droogie(s)                                   | ban nhạc                   | [ 157 ]                 |
| Meghan Trainor                                  |                         | Megatronz                                    | nghệ sĩ âm nhạc            | [ 3 ]                   |
| Melanie Martinez                                |                         | Cry Babies                                   | nghệ sĩ âm nhạc            | [ 158 ]                 |
| The Meteors                                     |                         | Wrecking Crew                                | ban nhạc                   | [ 159 ]                 |
| Meryl Streep                                    |                         | Streeper(s)                                  | diễn viên                  | [ 160 ]                 |
| Michael Jackson                                 | Hoa Kỳ                  | Moonwalkers                                  | nghệ sĩ âm nhạc            | [ 161 ]                 |
| Middle-Earth                                    |                         | Ringer(s)                                    | sách                       | [ 162 ]                 |
| Miley Cyrus                                     | Hoa Kỳ                  | Smiler(s)                                    | nghệ sĩ âm nhạc            | [ 50 ]                  |
| Monsta X                                        |                         | Monbebe                                      | ban nhạc                   | [ 163 ]                 |
| Motörhead                                       |                         | Motörheadbanger(s)                           | ban nhạc                   | [ 164 ]                 |
| Muse                                            |                         | Muser(s)                                     | ban nhạc                   | [ 3 ]                   |
| My Chemical Romance                             |                         | Killjoy(s), MCRmy                            | ban nhạc                   | [ 22 ]                  |
| My Little Pony: Friendship Is Magic             |                         | Bronie(s)/pegasisters                        | TV show                    | [ 121 ] [ 165 ]         |
| Mystery Science Theater 3000                    |                         | MSTies                                       | TV show                    | [ 166 ]                 |
| NCT                                             |                         | NCTzen(s)                                    | ban nhạc                   | [ 167 ]                 |
| The Neighbourhood                               |                         | Hoodlum(s)                                   | ban nhạc                   | [ 168 ]                 |
| Neil Diamond                                    |                         | Diamond Head(s)                              | nghệ sĩ âm nhạc            | [ 22 ]                  |
| Neil Young                                      |                         | Rustie(s)                                    | nghệ sĩ âm nhạc            | [ 169 ]                 |
| Shin Seiki Evangelion                           | Nhật Bản                | Evageek(s)                                   | anime/manga                | [ 170 ]                 |
| NewJeans                                        | Hàn Quốc                | Bunnies                                      | nhóm nhạc                  | [ 171 ]                 |
| New Kids on the Block                           | Hoa Kỳ                  | Blockhead(s)                                 | nhóm nhạc                  | [ 3 ]                   |
| New Orleans Saints                              |                         | Big Easy Mafia, Who Dat Nation               | đội thể thao               | [ 172 ]                 |
| Newcastle United F.C.                           |                         | Toon Army                                    | đội thể thao               | [ 173 ]                 |
| Neymar                                          | Brasil                  | Neymarzete(s)                                | cầu thủ                    | [ 174 ]                 |
| Ngọt (ban nhạc)                                 | Việt Nam                | Kẹo                                          | ban nhạc                   |                         |
| Ngô Tôn                                         | Brunei                  | Angel(s) / Chillie(s)                        | diễn viên                  | [ 39 ]                  |
| Nicki Minaj                                     | Trinidad và Tobago      | Barbz                                        | nghệ sĩ âm nhạc            | [ 105 ]                 |
| Normani                                         |                         | The Nation                                   | nghệ sĩ âm nhạc            | [ 175 ]                 |
| Northern Ireland national football team         |                         | Green and White Army                         | đội thể thao               | [ 176 ]                 |
| The Office                                      |                         | Dunderhead(s)                                | chương trình truyền hình   | [ 41 ]                  |
| Ngày xửa ngày xưa                               | Hoa Kỳ                  | Oncer(s)                                     | phim truyền hình           | [ 78 ]                  |
| One Direction                                   | Vương quốc Anh          | Directioner(s)                               | nhóm nhạc                  | [ 1 ]                   |
| Palaye Royale                                   |                         | Soldiers of the Royal Council                | ban nhạc                   | [ 177 ]                 |
| Paramore                                        |                         | Parafamily, Ankle Biter(s)                   | ban nhạc                   | [ 3 ]                   |
| Pentagon                                        |                         | Universe                                     | nhóm nhạc                  | [ 178 ]                 |
| Perawat Sangpotirat và Prachaya Ruangroj        | Thái Lan                | Peraya                                       | diễn viên                  | [ 179 ]                 |
| The Phantom of the Opera                        |                         | Phan(s)                                      | sách                       | [ 22 ]                  |
| Phi Luân Hải                                    | Đài Loan                | Mo Tian Lun (Ferris Wheel) → Fei Fei         | nhóm nhạc                  | [ 39 ]                  |
| Phish                                           |                         | Phishhead(s)                                 | nghệ sĩ âm nhạc            | [ 45 ]                  |
| Pia Wurtzbach                                   |                         | Pianatic(s)                                  | model                      | [ 180 ]                 |
| Pixie Lott                                      |                         | Crazy Cat(s)                                 | nghệ sĩ âm nhạc            | [ 181 ]                 |
| Porcelain Black                                 |                         | Trainwreck(s)                                | nghệ sĩ âm nhạc            | [ 182 ]                 |
| Poppy                                           |                         | Poppy Seed(s)                                | nghệ sĩ âm nhạc            | [ 183 ]                 |
| Psych                                           |                         | Psych-Os                                     | TV show                    | [ 121 ]                 |
| Quang Hùng MasterD                              | Việt Nam                | Muzik                                        | nghệ sĩ âm nhạc            |                         |
| Quỷ Quỷ                                         | Đài Loan                | Piao Piao                                    | diễn viên                  | [ 39 ]                  |
| Rangers F.C.                                    | Vương quốc Anh          | Bluenoses                                    | đội thể thao               | [ 184 ]                 |
| Real Madrid                                     | Tây Ban Nha             | Madridistes                                  | đội thể thao               | [ 185 ]                 |
| Red Rising                                      |                         | Howler(s)                                    | sách                       | [ 186 ]                 |
| Red Velvet                                      | Hàn Quốc                | ReVeluv                                      | nhóm nhạc                  | [ 187 ]                 |
| Rick and Morty                                  |                         | Schwiftites                                  | TV show                    | [ 3 ]                   |
| Ricky Martin                                    | Puerto Rico             | Sexy Soul(s)                                 | nghệ sĩ âm nhạc            | [ 188 ] [ 189 ]         |
| Rihanna                                         | Barbados                | Rihanna Navy                                 | nghệ sĩ âm nhạc            | [ 1 ]                   |
| Rita Ora                                        |                         | Ritabot(s)                                   | nghệ sĩ âm nhạc            | [ 50 ]                  |
| The Room                                        |                         | Roomie(s)                                    | film                       | [ 190 ]                 |
| Rosalía                                         |                         | Ángeles                                      | nghệ sĩ âm nhạc            | [ 191 ]                 |
| Rush                                            |                         | Rushian(s)                                   | ban nhạc                   | [ 1 ]                   |
| Saiko                                           | Chile                   | Saiko adictos                                | ban nhạc                   | [ 192 ]                 |
| Thủy thủ Mặt Trăng                              | Nhật Bản                | Moonie(s)                                    | anime/manga                | [ 193 ]                 |
| Sakura Gakuin                                   | Nhật Bản                | Fukei                                        | nhóm nhạc                  | [ 194 ]                 |
| Salman Khan                                     |                         | Salmaniac(s)                                 | diễn viên                  | [ 195 ]                 |
| Sam Callahan                                    |                         | Callafan(s)                                  | nghệ sĩ âm nhạc            | [ 196 ]                 |
| Sam Smith                                       |                         | Little Sailor(s)                             | nghệ sĩ âm nhạc            | [ 197 ]                 |
| Sasha Banks                                     |                         | The Krew                                     | đô vật                     | [ 198 ]                 |
| SB19                                            |                         | A'TIN                                        | ban nhạc                   | [ 199 ]                 |
| Scotland National Football Team                 |                         | Tartan Army                                  | đội thể thao               | [ 200 ]                 |
| Scotty McCreery                                 |                         | McCreerian(s)                                | nghệ sĩ âm nhạc            | [ 201 ]                 |
| Seattle Seahawks                                |                         | 12s                                          | đội thể thao               | [ 202 ]                 |
| Selena Gomez                                    | Hoa Kỳ                  | Selenator(s)                                 | nghệ sĩ âm nhạc            | [ 50 ]                  |
| Seventeen                                       | Hàn Quốc                | Carat                                        | nhóm nhạc                  | [ 203 ]                 |
| S.H.E                                           | Đài Loan                | Clover(s)                                    | nhóm nhạc                  | [ 39 ]                  |
| Shawn Mendes                                    | Canada                  | Mendes Army                                  | nghệ sĩ âm nhạc            | [ 204 ]                 |
| Sherlock Holmes                                 | Vương quốc Anh          | Sherlockian(s)                               | sách                       | [ 2 ]                   |
| SHINee                                          | Hàn Quốc                | Shawol(s)                                    | nhóm nhạc                  | [ 3 ]                   |
| Sia                                             | Úc                      | Lover(s)                                     | nghệ sĩ âm nhạc            | [ 205 ]                 |
| Sistar                                          | Hàn Quốc                | Star1                                        | nhóm nhạc                  | [ 3 ]                   |
| Six                                             |                         | The Queendom                                 | musical                    | [ 206 ]                 |
| Skillet                                         |                         | Panhead(s)                                   | ban nhạc                   | [ 3 ]                   |
| Slayer                                          |                         | Slaytanic Wehrmacht                          | ban nhạc                   | [ 207 ]                 |
| Slipknot                                        |                         | Maggot(s)                                    | ban nhạc                   | [ 3 ]                   |
| Sơn Tùng M-TP                                   | Việt Nam                | Sky                                          | nghệ sĩ âm nhạc            | [ 208 ]                 |
| Star Trek                                       | Hoa Kỳ                  | Trekkie(s)                                   | phim truyền hình           | [ 45 ]                  |
| Chiến tranh giữa các vì sao                     | Hoa Kỳ                  | Warsie(s)                                    | phim điện ảnh              | [ 45 ]                  |
| Stargate                                        |                         | Gater(s)                                     | film/TV show               | [ 209 ]                 |
| Stef Sanjati                                    |                         | Breadsquad                                   | YouTuber                   | [ 210 ]                 |
| Stephen Colbert                                 | Hoa Kỳ                  | Colbert Nation                               | diễn viên hài              | [ 45 ]                  |
| Stray Kids                                      |                         | Stay                                         | ban nhạc                   | [ 211 ]                 |
| Super Junior                                    | Hàn Quốc                | ELF                                          | nhóm nhạc                  | [ 212 ]                 |
| Supernatural                                    |                         | Hunter(s), SPN Family                        | chương trình truyền hình   | [ 78 ]                  |
| Swansea City A.F.C.                             |                         | Jack(s)                                      | đội thể thao               | [ 213 ]                 |
| T-ara                                           | Hàn Quốc                | Queen(s)                                     | nhóm nhạc                  | [ 3 ]                   |
| Take That                                       | Vương quốc Anh          | Thatter(s)                                   | ban nhạc                   | [ 214 ]                 |
| Tawan Vihokratana và Thitipoom Techaapaikhun    | Thái Lan                | Polca                                        | diễn viên                  | [ 215 ]                 |
| Taylor Swift                                    | Hoa Kỳ                  | Swiftie(s)                                   | nghệ sĩ âm nhạc            | [ 1 ]                   |
| Tini Stoessel                                   |                         | Tinistas                                     | nghệ sĩ âm nhạc            | [ 216 ]                 |
| Texas A&M                                       |                         | 12th Man                                     | đội thể thao               | [ 217 ]                 |
| TFBoys                                          | Trung Quốc              | Tứ Diệp Thảo                                 | nhóm nhạc                  | [ 218 ]                 |
| Thần Diệc Nho                                   | Đài Loan                | Ruzi (Nho tử) / Cupcake(s)                   | diễn viên                  | [ 39 ]                  |
| The Price Is Right                              |                         | Loyal Friends and True                       | chương trình truyền hình   | [ 219 ]                 |
| Thirty Seconds to Mars                          |                         | Echelon, The Cult                            | ban nhạc                   | [ 3 ]                   |
| Thomas Sanders                                  |                         | Fander(s)                                    | diễn viên, ca sĩ, YouTuber | [ 220 ]                 |
| Timothée Chalamet                               |                         | Chalamaniac(s)                               | diễn viên                  | [ 221 ]                 |
| Tokio Hotel                                     | Đức                     | Alien(s)                                     | ban nhạc                   | [ 3 ]                   |
| Tom Hiddleston                                  | Vương quốc Anh          | Hiddlestoner(s)                              | diễn viên                  | [ 26 ]                  |
| Tori Amos                                       |                         | Toriphile(s)                                 | nghệ sĩ âm nhạc            | [ 222 ]                 |
| Trần Gia Hoa                                    | Đài Loan                | E-angel(s)                                   | nghệ sĩ âm nhạc            | [ 39 ]                  |
| True Blood                                      |                         | Truebie(s)                                   | chương trình truyền hình   | [ 41 ]                  |
| Treasure                                        | Hàn Quốc                | Treasure Maker/ Teume                        | nhóm nhạc                  | [ 223 ]                 |
| TVXQ                                            | Hàn Quốc                | Cassiopeia                                   | nhóm nhạc                  | [ 3 ]                   |
| Twenty One Pilots                               |                         | Skeleton Clique / Clikkie(s)                 | ban nhạc                   | [ 224 ]                 |
| Twice                                           | Hàn Quốc                | Once                                         | nhóm nhạc                  | [ 225 ]                 |
| Chạng vạng                                      | Hoa Kỳ                  | Twihard(s)                                   | sách                       | [ 41 ]                  |
| Twisted Sister                                  |                         | S.M.F.F.O.T.S.                               | ban nhạc                   | [ 9 ]                   |
| TXT                                             |                         | M.O.A                                        | ban nhạc                   | [ 226 ]                 |
| Uggie                                           |                         | Uggie Hugger(s)                              | chú chó                    | [ 227 ]                 |
| U-KISS                                          | Hàn Quốc                | Kiss Me                                      | nhóm nhạc                  | [ 228 ]                 |
| Uông Đông Thành                                 | Đài Loan                | Dong Dong Hai (Đông Đông Hải) / Rockbabie(s) | diễn viên                  | [ 39 ]                  |
| Union J                                         |                         | JCat(s)                                      | ban nhạc                   | [ 229 ]                 |
| UP10TION                                        |                         | HONEY10                                      | ban nhạc                   | [ 230 ]                 |
| Uriah Heep                                      |                         | Heepster(s)                                  | ban nhạc                   | [ 9 ]                   |
| Vachirawit Chiva-aree và Metawin Opas-iamkajorn | Thái Lan                | BrightWin                                    | diễn viên                  | [ 231 ]                 |
| The Vamps                                       |                         | Vamily                                       | ban nhạc                   | [ 232 ]                 |
| Grace VanderWaal                                |                         | FanderWaal(s)                                | nghệ sĩ âm nhạc            | [ 233 ]                 |
| Van Morrison                                    |                         | Vanatic(s)                                   | nghệ sĩ âm nhạc            | [ 234 ]                 |
| Vice Ganda                                      |                         | Little Ponie(s)                              | diễn viên hài              | [ 235 ]                 |
| Viêm Á Luân                                     | Đài Loan                | Pudding(s)                                   | nghệ sĩ âm nhạc/diễn viên  | [ 39 ]                  |
| Victon                                          |                         | Alice                                        | ban nhạc                   | [ 236 ]                 |
| Vintage Trouble                                 |                         | Troublemaker(s)                              | ban nhạc                   | [ 237 ]                 |
| Vlogbrothers                                    |                         | Nerdfighter(s)                               | YouTuber                   | [ 41 ]                  |
| Vương Lực Hoành                                 | Đài Loan                | Homie(s)                                     | nghệ sĩ âm nhạc            | [ 39 ]                  |
| Vương Tử                                        | Đài Loan                | FCP                                          | diễn viên                  | [ 39 ]                  |
| Wake Up to Wogan                                |                         | TOG(s)                                       | chương trình phát thanh    | [ 238 ]                 |
| WayV                                            |                         | WayZenNi                                     | ban nhạc                   | [ 239 ]                 |
| "Weird Al" Yankovic                             |                         | Close Personal Friend(s) of Al               | nghệ sĩ âm nhạc            | [ 240 ]                 |
| The White Stripes                               |                         | Candy Cane Children                          | ban nhạc                   | [ 9 ]                   |
| The Who                                         |                         | Wholigan(s)                                  | ban nhạc                   | [ 241 ]                 |
| Winner                                          |                         | InnerCircle                                  | ban nhạc                   | [ 242 ]                 |
| Winter Soldier                                  |                         | Winter's Children                            | comics/film                | [ 243 ]                 |
| Wiz Khalifa                                     |                         | Taylor(s)                                    | nghệ sĩ âm nhạc            | [ 1 ]                   |
| Hồ sơ tuyệt mật                                 | Hoa Kỳ                  | X-Phile(s)                                   | phim truyền hình           | [ 41 ]                  |
| Xena: Warrior Princess                          |                         | Xenite(s)                                    | chương trình truyền hình   | [ 244 ]                 |
| Zayn Malik                                      |                         | Zquad                                        | nghệ sĩ âm nhạc            | [ 245 ]                 |
| Yungblud                                        |                         | Black Hearts Club                            | nghệ sĩ âm nhạc            | [ 246 ]                 |
| Zendaya                                         |                         | ZSwagger(s)                                  | diễn viên                  |                         |